# Saint Joseph's Abbey
L'abadia de Saint Joseph és un monestir catòlic de l'Ordre Cistercenca de l'Estricta Observança (O. C. S. O.), popularment coneguda com a Orde de la Trapa o trapencs, situat a Spencer, Massachusetts. És coneguda per la seva producció i la comercialització de les conserves trapenques: una línia de melmelades i gelees, que en part serveix a sostenir econòmicament l'abadia. El 10 de desembre de 2013, l'abadia va ser certificada per l'Associació Internacional Trapenca i es va convertir a la primera fàbrica de cervesa trapista dels Estats Units i la primera fora d'Europa.
Mentre que el monestir va arribar a ser conegut internacionalment com l'origen del moviment de l'oració contemplativa en el catolicisme i cristianisme en la dècada dels 1970 (els líders i proponents del moviment, Fr. William Meninger, Fr. M. Albahaca Pennington, i Fr. Thomas Keating, van ser monjos d'aquest monestir), la comunitat encara viu de la Lectio diària i les profundes arrels de la vida monàstica que té els seus orígens en els Pares del Desert. La comunitat monàstica porta una vida contemplativa seguint la Regla de sant Benet.
Al llarg de l'any s'organitzen retirs espirituals d'una durada d'un cap de setmana o d'una setmana per a homes i clergat. Normalment, els retirs es reserven amb sis mesos d'anticipació, o de forma immediata si hi ha una cancel·lació. Els visitants són benvinguts a resar els Salms amb la comunitat durant tot el dia, - les vigílies, laudes i missa, nones, vespres i completes en les dues capelles laterals situades en la part davantera de l'església.
Els terrenys de l'Abadia estan oberts al públic, a excepció de les àrees marcades com a "Recinte Monacal".

## Història
L'abadia de Sant Josep es va fundar a la dècada de 1950 a l'antic emplaçament d'Alta Crest Farms, sota la direcció de Dom Edmund Futterer. Els trapencs que es van establir a l'abadia es van traslladar des de la seva ubicació anterior a Cumberland, Rhode Island, que va quedar greument danyada per un incendi l'any 1950.
El pare Thomas Keating, va ser triat abat de l'abadia l'any 1961. Keating, un dels arquitectes del moviment de l'oració contemplativa, es va retirar l'any 1981. Juntament amb Meninger i Pennington, Keating va fundar el moviment en la dècada de 1970, mentre era l'abat de San José. Els tres van realitzar retirs en l'abadia amb la finalitat d'ensenyar aquest mètode d'oració.
Després de la curta direcció de Dom Pascal Skutecky, a causa de la seva mala salut, Dom Agustín Roberts es va convertir en el quart abat al juny de 1984, i va servir dos termes de sis anys. L'actual abat, Damian Carr, va ser triat al juny del 1996.

## Conserves trapistes
L'any 1954, poc després de la seva arribada a Spencer, es va produir un petit lot de gelea de menta que fou realitzada pel Germà Juan Berchmans (1927-2013), un dels monjos, amb la menta del seu jardí botànic. A causa que l'austeritat monàstica en aquell moment no permetia que la gelea se servís als monjos en els menjars, va ser venuda a l'entrada del monestir. La bona recepció de la melmelada va animar als monjos a tractar de fer i vendre altres varietats. Aviat, la fabricació de gelees i melmelades va resultar ser un èxit i una indústria compatible amb la vida monàstica, contribuint amb aproximadament la meitat dels ingressos necessaris per mantenir l'abadia. Les melmelades i gelees fetes pels monjos són venuts sota la marca «Trappist Preserves», i actualment estan disponibles en els supermercats als Estats Units, particularment a la regió de Nova Anglaterra. L'any 2005, els monjos van produir 1,7 milions de pots de conserva amb un total de 26 de sabors, transformant 1,5 tones de fruita en conserva al dia.

## Cerveseria Spencer
Els monjos, preocupats pels costos creixents del manteniment de l'abadia, es van interessar en l'elaboració de cervesa, igual que altres monestirs trapencs. L'any 2010, es van enviar a l'exterior diverses missions de recerca. En primer lloc al Belgian Beer Fest de Boston, després de diverses fàbriques de cervesa trapenca a Europa, on van ser rebut amb cert escepticisme per part dels seus col·legues europeus. Els mestres cervesers trapencs, amb els quals finalment van connectar, els van fer tres recomanacions: contractar a un mestre cerveser experimentat, construir una moderna fàbrica amb el millor de la indústria, i només produir una cervesa els primers cinc anys. Es van desenvolupar més de vint lots de proves abans de decidir-se per la recepta de cervesa definitiva. La cervesa,anomenada Spencer Trappist Ale, és una pale blonde ale de 6,5 % d'alcohol per volum. És la primera i única cervesa certificada per l'Associació Internacional Trapenca que és elaborada als Estats Units.

## El Gremi de la Santa Creu
Els monjos de l'abadia també fan ornaments litúrgics i mantenen una granja.

## Per a més informació
- Simon, Raphael (2004). Hammer and Fire: way to contemplative happiness and mental health in accordance with the Judeo-Christian tradition. Bethesda, MD: Zaccheus Press. ISBN 978-0-9725981-2-5. OCLC 225916393.